# Isoxya reuteri
Isoxya reuteri là một loài nhện trong họ Araneidae.
Loài này thuộc chi Isoxya. Isoxya reuteri được miêu tả năm 1886 bởi Lenz.